# Tirpitz (slagschip)
De Tirpitz was een Duits slagschip dat van 1941 tot 1944 dienst heeft gedaan. Het was genoemd naar admiraal Alfred von Tirpitz en was het zusterschip van de zes weken oudere Bismarck.
Het slagschip werd gestationeerd in Noorwegen en diende vooral om Britse vlootstrijdkrachten gebonden te houden in het hoge noorden en ter afschrikking van een geallieerde landing in Noorwegen. De bekendste aanval op de Tirpitz was die met zakduikboten in september 1943, waardoor het schip zes maanden buiten gevecht werd gesteld. Gedurende lente en zomer 1944 probeerden de Britten het schip met wisselend succes uit te schakelen via luchtaanvallen vanaf vliegdekschepen. Uiteindelijk werd de Tirpitz door zware bommenwerpers met speciale 'Tallboy' bommen tot zinken gebracht in november 1944.

## Ontwerp en Bouw

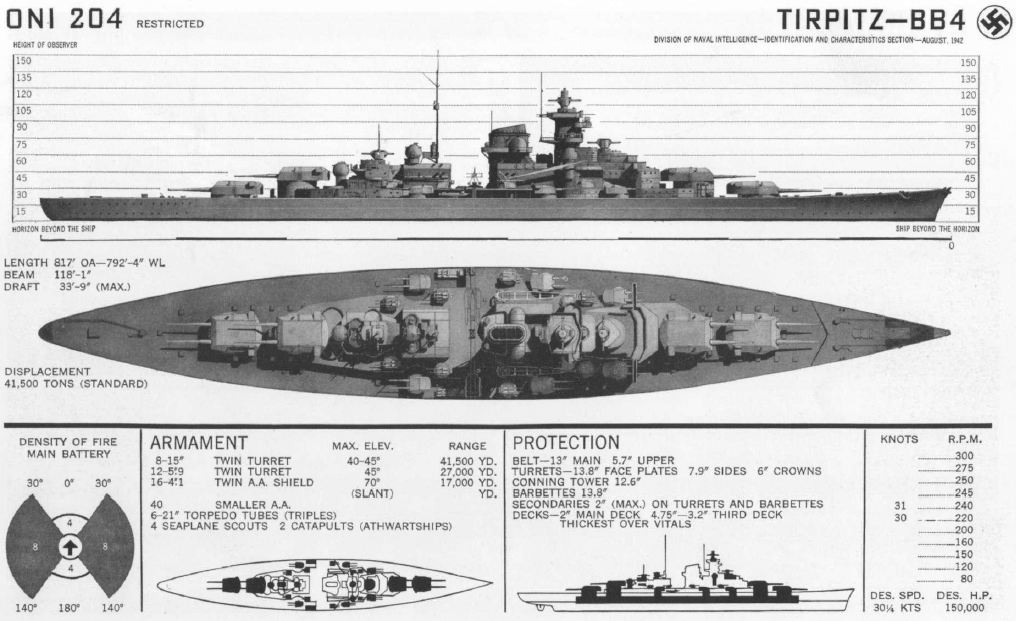
Tirpitz in boek voor de Amerikaanse marine

De Tirpitz was het grootste Duitse slagschip uit de Tweede Wereldoorlog. Uiterlijk was het identiek aan het zusterschip Bismarck, maar het was meer dan 1000 ton zwaarder, waardoor het ook dieper lag.
In het verdrag van Versailles (1919) was vastgelegd dat Duitsland geen slagschepen meer mocht bouwen. Pas na het Brits-Duits vlootverdrag in 1935 werd dit mogelijk. De Duitse vlootuitbreiding in 1935 was eerder tegen Frankrijk gericht, en men zag de Bismarck en Tirpitz als tegenhangers van de Franse slagschepen Richelieu en Strassbourg.
De bewapening van de Tirpitz verschilde op twee punten met die van zijn tijdgenoten: de hoofdbewapening was in tweelingtorens ondergebracht, terwijl men doorgaans koos voor drieling- of zelfs quadruple torens om zo de totaallengte van het schip en de navenante hoofdbepantsering te kunnen beperken. Ook was er geen 'dual purpose' secundair geschut dat zowel tegen vliegtuigen als torpedoboten kon ingezet worden. In plaats daarvan was er eerst secundair geschut van 15cm-kanonnen in barbettes en zwaar luchtdoelgeschut in manueel gevoede 10cm-geschuttorens. Dezelfde opstelling was al eerder gebruikt bij de slagschepen Scharnhorst en Gneisenau. Net zoals bij alle andere schepen van de Kriegsmarine werd het luchtdoelgeschut aangevuld met dubbelloops-37mm- en enkelloops-20mm-geschut in vrijstaande posities.
Daarnaast was de Tirpitz een tijdlang voorzien van een Würzburg-radar Gerät, dat in staat was op grote afstand vijandelijke vliegtuigen op te sporen.
Het werd op 1 april 1939 te water gelaten bij de Kriegsmarinewerft Wilhelmshaven te Wilhelmshaven.

## Operationele Dienst

### In Noorwegen
Na de indienststelling bleef de Tirpitz in de Oostzee voor het opwerken van het schip en het trainen van de bemanning. Na de start van Barbarossa moest de Tirpitz bijspringen om de Sovjetvloot te blokkeren in Leningrad, maar tot ver in 1941 was het de bedoeling dat de Tirpitz ingezet zou worden bij de Slag om de Atlantische Oceaan. Maar door de ondergang van de Bismarck in mei 1941, de toegenomen luchtverkenning en de intrede van de Verenigde Staten in de oorlog veranderde de situatie volkomen. Adolf Hitler was ervan overtuigd dat de geallieerden zo snel mogelijk in Noorwegen zouden landen om de Duitse ijzerertsbevoorrading die via de Noorse haven Narvik liep, af te snijden. Als gevolg daarvan moest de oppervlaktevloot geconcentreerd worden in Noorse wateren.

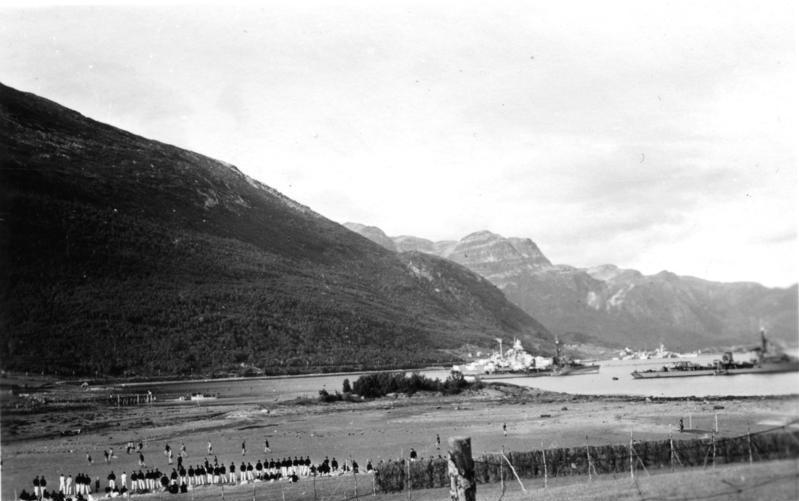
Op de voorgrond twee torpedobootjagers, met daarachter de Tirpitz en de Admiral Hipper, in de Drontheimfjord in augustus 1942

Na de Duitse inval in de Sovjet-Unie, en nog meer na de intrede van de Verenigde Staten, gaven de Britten en de Amerikanen de Sovjets materiële steun via de leen- en pachtwet. Tanks, vliegtuigen, munitie en allerhande materiaal werden naar de Sovjet-Unie gestuurd. Daar waren twee wegen voor: via Perzië over land, maar die route had een beperkte capaciteit. Het alternatief was de zeeroute over de Noordelijke IJszee via IJsland naar de havens van Moermansk en Archangelsk in het Noorden. Vanaf begin 1942 werd er een konvooiroute geopend, eerst de PQ-konvooien, en vanaf winter 1942 de JW-konvooien. Die konvooien moesten dus om Noorwegen heen, waar de Duitse vloot verzameld was. Dit was natuurlijk een uitgelezen kans om die vloot in actie te laten komen. Aangezien het gevaar toch nog bleef bestaan dat er ook vanuit Noorwegen nog uitvallen naar de Atlantische Oceaan konden gebeuren, namen de Britten het zekere voor het onzekere en voerden ze Operatie Chariot uit: in een raid op St-Nazaire vernielden ze het enige droogdok langs de Atlantische kust dat groot genoeg was om eventuele schade aan de Tirpitz te herstellen. Daardoor werd het te riskant om operaties op de Atlantische Oceaan uit te voeren: in geval van schade moest het schip dan door de Britse blokkade terug naar Duitsland zien te geraken.

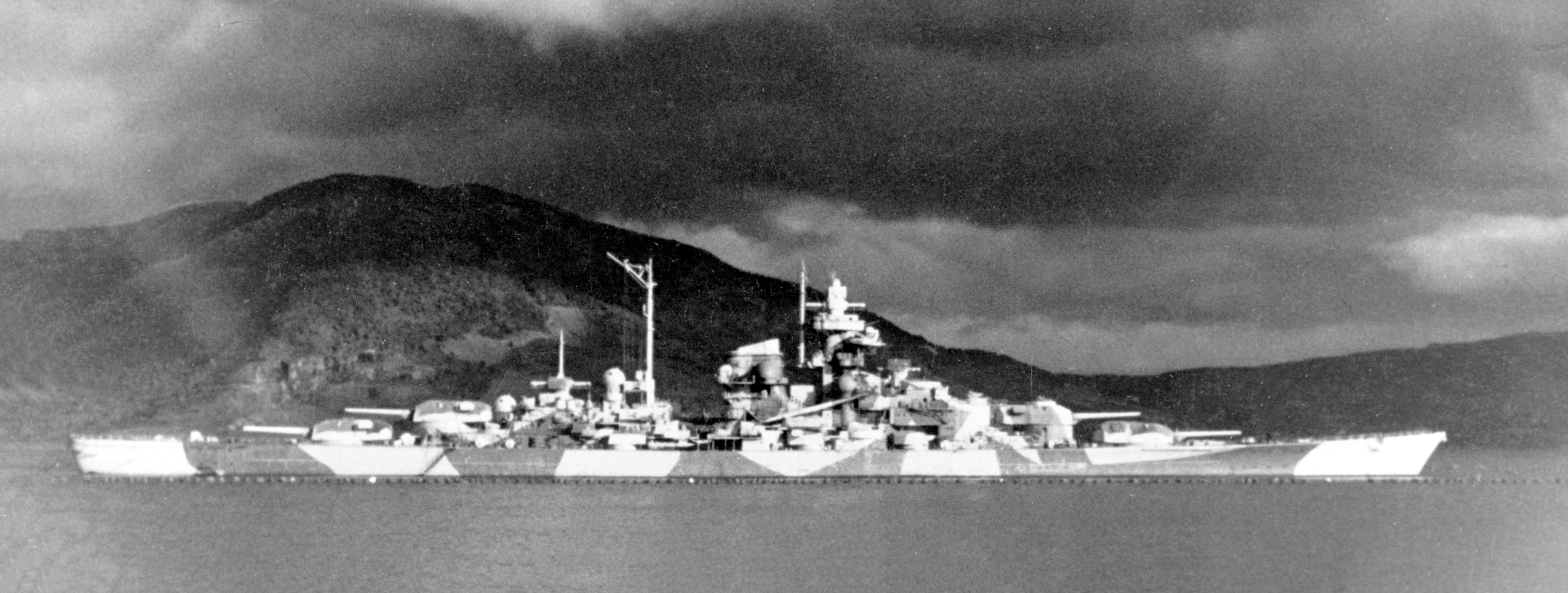
De Tirpitz in de Bogen Bocht in de Ofotfjord nabij Narvik te Noorwegen

De Tirpitz bracht vrijwel zijn gehele operationele leven door in de Noorse fjorden. Het slagschip heeft slechts drie missies kunnen uitvoeren. Twee daarvan (de operaties Sportpalast en Rösselsprung) bestonden uit aanvallen op de PQ-konvooien. Op 11 januari 1942 vertrok de Tirpitz uit de golf van Danzig naar Wilhelmshaven, en van daaruit vertrok hij op 14 januari met een escorte van vier torpedobootjagers naar Tromsø in Noorwegen.

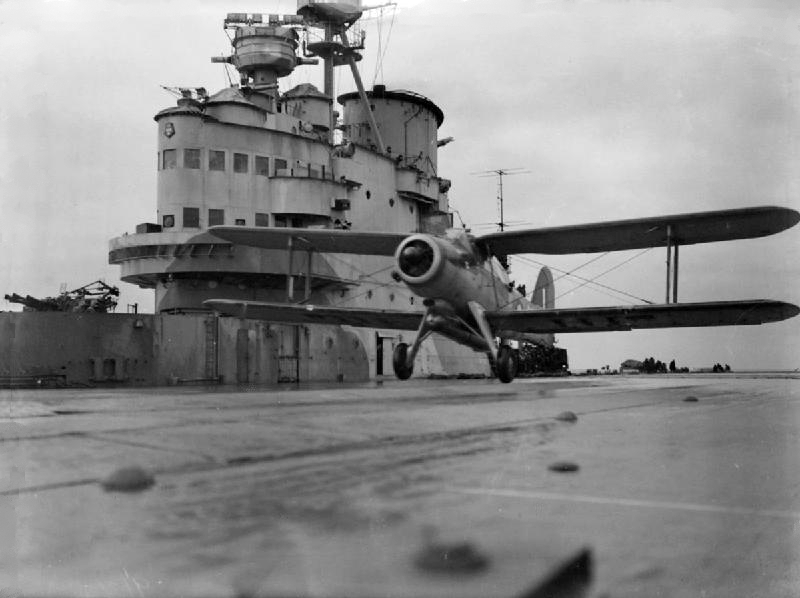
Een Fairey Albacore-torpedovliegtuig vertrekt van de HMS Victorious voor de aanval op de Tirpitz

Bij de passage van konvooi PQ-12 en het retourkonvooi QP-8 hadden de Duitse verkenners alleen het konvooi met het nabije escorte kunnen detecteren, maar niet het zware escorte van de Britse Home Fleet. De Tirpitz liep uit op 6 maart 1942 met vier torpedobootjagers om het konvooi te onderscheppen en werd prompt gerapporteerd door een Britse onderzeeër. Door het slechte weer kon langs de ene kant de Tirpitz het konvooi niet vinden, maar langs de andere kant konden de Britten geen verkenningsvliegtuigen lanceren van hun vliegdekschip om de Tirpitz te zoeken. Toen de Tirpitz op de avond van 8 maart nog steeds niks gevonden had, seinde het slagschip dat het naar de basis zou terugkeren, en dat signaal werd door de Britse 'ULTRA' onderschept. De gewaarschuwde Home Fleet probeerde in de morgen van 9 maart de Tirpitz af te maken op dezelfde manier als in mei 1941 zijn zusterschip de Bismarck: eerst afstoppen via een luchtaanval, zodat de slagschepen hem daarna konden afmaken. Maar de luchtaanval vanaf het vliegdekschip Victorious mislukte en de Tirpitz kon ontkomen.

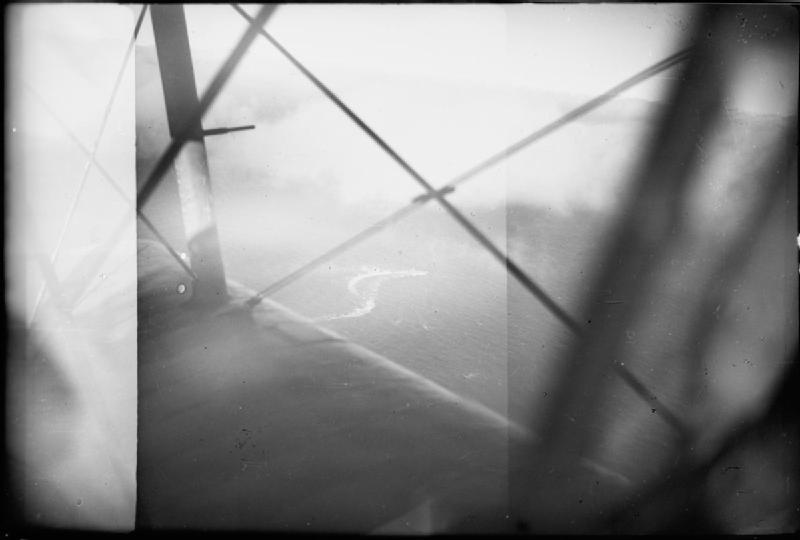
Een foto genomen vanuit een van de aanvallende vliegtuigen: juist boven de vleugel is de Tirpitz zichtbaar die een S-bocht maakt op hoge snelheid waarmee het de gelanceerde torpedo's kan ontwijken.

Hitler was zeer geschrokken dat zijn vlaggenschip bijna bij zijn eerste missie verloren gegaan was en verbood uitdrukkelijk om in het vervolg gevechten aan te gaan vooraleer de dreiging van de Britse vloot geneutraliseerd was. De PQ-konvooien werden groter en groter en de druk om ze te stoppen groeide door de situatie aan het Oostfront. De volgende vier konvooien werden door torpedobootjagers, duikbommenwerpers, torpedotoestellen en onderzeeërs aangevallen met gemengde resultaten.
Bij de passage van konvooi PQ-17 in juli 1942 zou de oppervlaktevloot paraat gehouden worden voor operatie Rösselsprung: de Duitse vloot werd in twee groepen onderverdeeld: het slagschip Tirpitz en de zware kruiser zouden afrekenen met het escorte, de vestzakslagschepen zouden de koopvaarders aanpakken. Maar voor ze in actie mochten komen moest het Brits vliegdekschip uitgeschakeld worden. Zolang dat niet gebeurd was, moesten de Duitse schepen binnengaats blijven. De Luftwaffe probeerde het vliegdekschip buiten gevecht te stellen, maar dit lukte niet. Toch gaf men op 2 juli de Duitse vloot bevel om al van Trondheim naar de Altafjord, een haven hoger in het noorden, te gaan. De Britten interpreteerden dit als de start van een grote aanval. De Britse admiraliteit gaf bevel om het konvooi te verstrooien; elk schip moest zijn eigen weg vinden in de hoop dat de Duitsers niet alle verspreide schepen zouden kunnen vinden en tot zinken konden brengen. Uiteindelijk werden de meeste verspreide schepen door vliegtuigen en U-boten tot zinken gebracht, en de Duitse schepen bleven in de Altafjord.
Toen in maart 1943 het slagschip Scharnhorst de Tirpitz kwam vervoegen in Trondheim, en de twee slagschepen samen met de zware kruiser Lützow en de lichte kruiser Nürnberg eerst te Narvik, en vervolgens in de Altafjord een gevechtseskader vormden, moesten de geallieerden de arctische konvooien vanwege deze dreiging tijdens de hele zomer van 1943 stopzetten. Dit betekende een grote overwinning zonder één granaat af te vuren, maar de Duitsers waren zich niet bewust van de reden van stopzetting van deze konvooien.
De laatste missie, operatie Sizilien, was een aanval op 9 september 1943 die samen met de Scharnhorst en negen torpedobootjagers tegen geallieerde doelen op Spitsbergen werd uitgevoerd. De Tirpitz bombardeerde installaties bij Barentszburg, de Scharnhorst bij Longyearbyen. De torpedobootjagers zetten troepen aan land, die het Noorse garnizoen gevangen namen. De boordvliegtuigen werden met bommen uitgerust om ook deel te nemen aan het opsporen van doelen. Aangezien de Noren erin geslaagd waren een noodsein uit te zenden, werd de operatie dezelfde dag afgerond en de schepen keerden snel terug. De militaire waarde van de operatie was twijfelachtig, maar men wilde de bemanningen trainen en de schepen wat actie geven. Maar aan de andere kant had men heel wat kostbare stookolie verbruikt. Normaal gezien wisselden de schepen regelmatig van ankerplaats uit voorzorg tegen aanvallen, maar zelfs voor deze kleine manoeuvres was nu geen stookolie meer genoeg.

### Aanvallen van de Britse marine

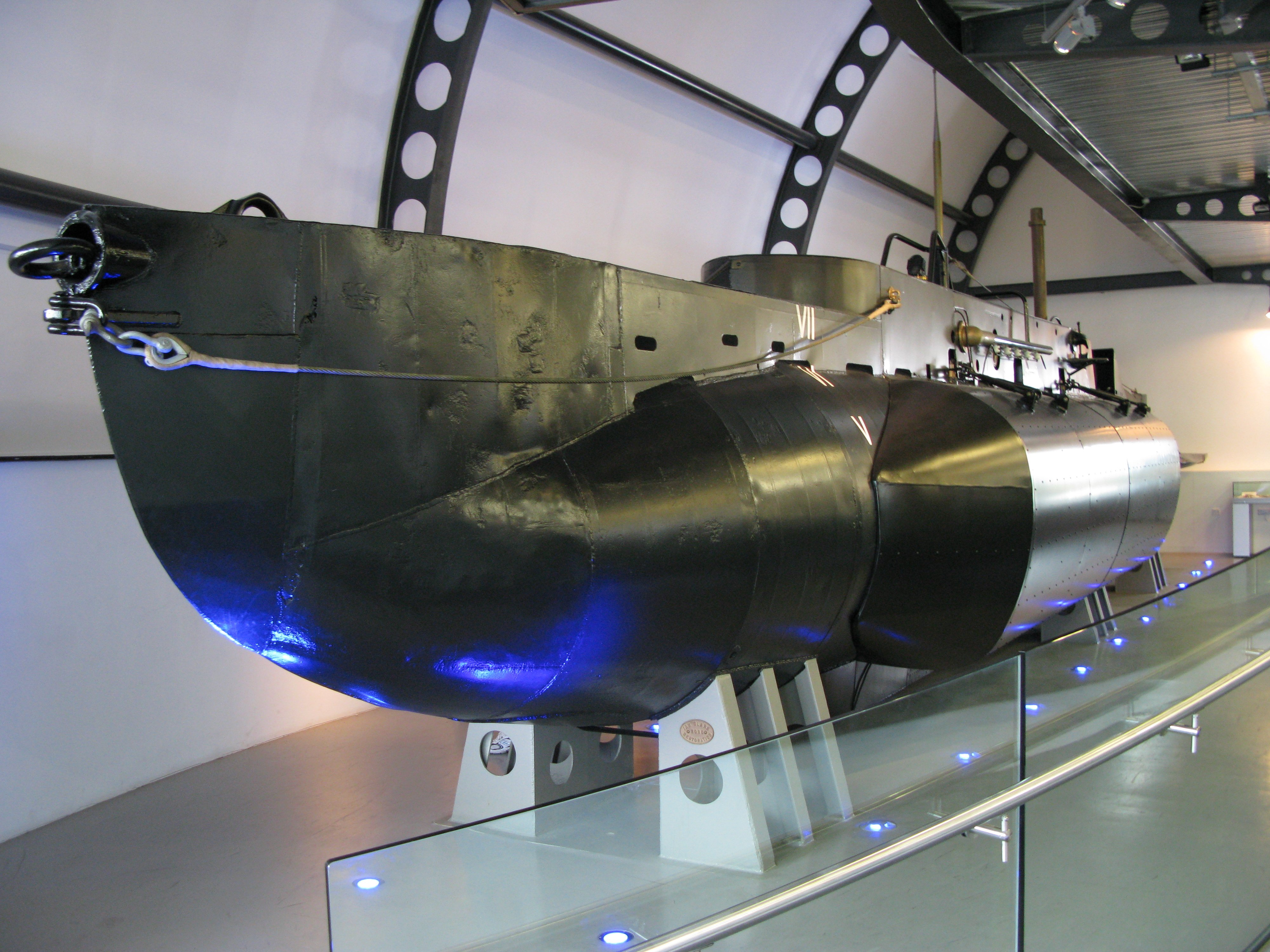
De zakduikboot X-24 in het Royal Navy Submarine museum, van hetzelfde type als gebruikt bij de aanval op de Tirpitz. De uitstulping aan de zijkant is de zeemijn van twee ton.

Na een paar mislukte aanvallen met zware bommenwerpers, ondernam de Britse marine twee operaties met minder conventionele wapens: een eerste poging was met bemande torpedo's en een tweede poging met zakduikboten.

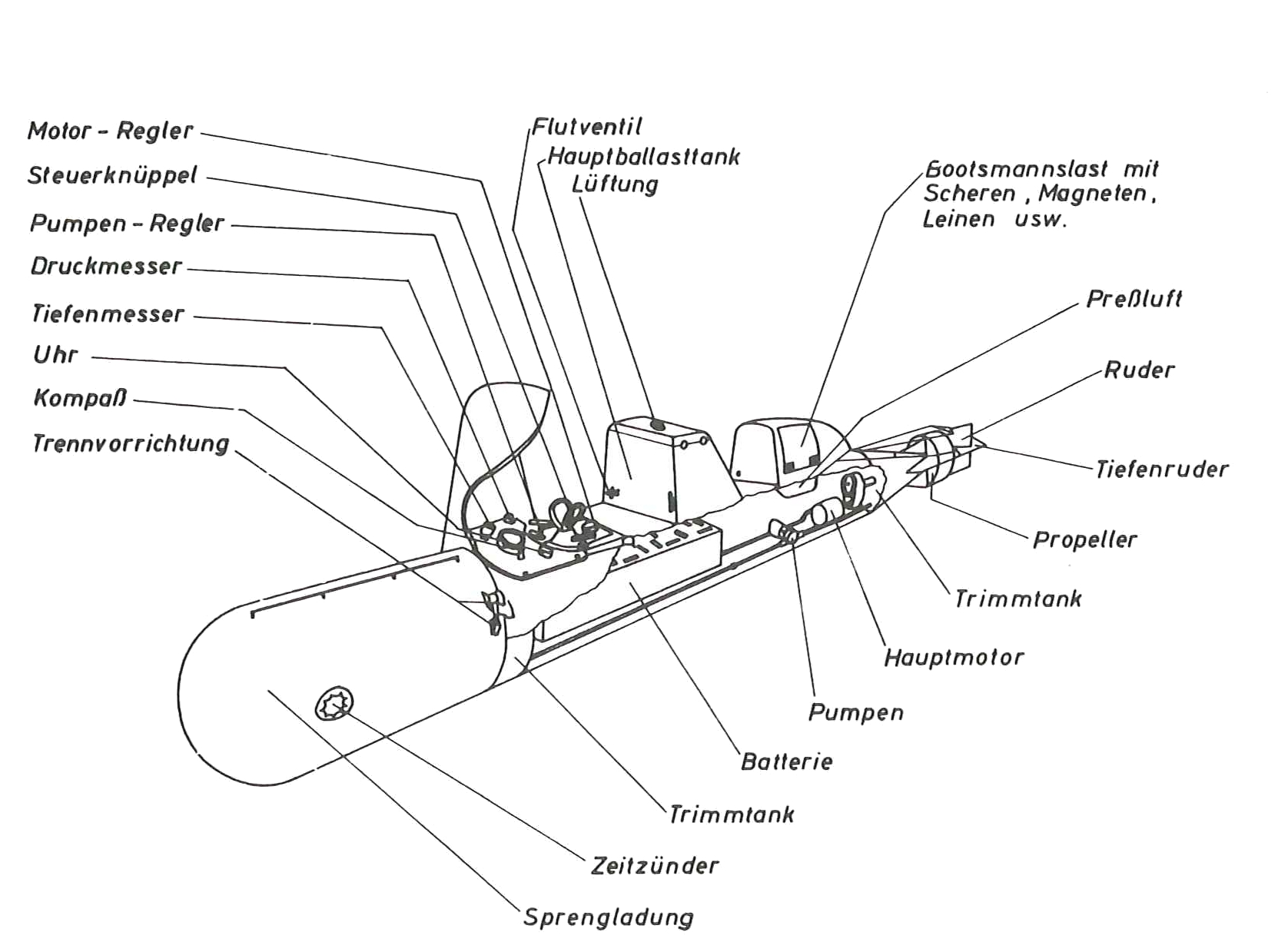
De 'Chariot', een bemande torpedo

De eerste operatie 'Title' was geïnspireerd op de Italiaanse Aanval op Alexandrië met bemande torpedo's. De Britten ontwikkelden gelijkaardige torpedo's die ze 'Chariots' noemden, en wilden de Tirpitz ermee aanvallen. Zulke torpedo's hadden echter maar een actieradius van enkele kilometers en moesten dus door een moederschip tot bij het doel gebracht worden. De Italianen gebruikten daarvoor onderzeeërs, maar in de Noorse fjorden was dit uitgesloten. De Britten gebruikten een gecamoufleerde vissersboot om de Chariots te transporteren en dat bleek de Achilleshiel van de operatie te zijn: de vissersboot slaagde er wel in om tussen 26 en 28 oktober 1942 door de Duitse patrouilles en controles heen te geraken, maar bij een plots opstekende storm op 30 oktober braken de torpedo's los van het schip en zonken naar de bodem van de fjord.
De tweede aanval die de Britse marine op het schip uitvoerde was operatie Source op 22 september 1943. Hierbij gebruikte men zakduikboten die door grotere onderzeeërs wél tot bij hun doel gesleept konden worden. Deze duikbootjes hadden geen torpedo's, maar vervoerden twee krachtige zeemijnen van een kleine twee ton. In tegenstelling tot de bemande torpedo's waren dit geen magnetische kleefmijnen, deze mijnen moesten gewoon onder het aangevallen schip gelegd worden. De opwaarts gerichte explosie zou dan de bodem uit dat schip slaan. De duikbootjes kregen technische problemen tijdens de aanval en werden ontdekt doordat ze soms onverhoeds aan de oppervlakte kwamen. De gealarmeerde bemanning van de Tirpitz kon niet veel doen: op zo'n korte afstand waren de zakduikboten buiten bereik van alle kanonnen. De Duitsers begrepen het gevaar en probeerden de Tirpitz zo snel mogelijk onder stoom te brengen om hem weg te laten varen. Het schip raakte niet op tijd weg, maar via de ankers kon het wel wat van plaats wisselen, zodat een paar van de ladingen niet meer direct onder het schip lagen, wat de uitwerking van de springladingen aanzienlijk verminderde. Deze aanval veroorzaakte zware schade aan de machinekamer, schroefas, roeren, vuurleidingsystemen en de bewapening. Drie van de vier zware geschutstorens waren uitgeschakeld en er stroomde meer dan 1000 ton water naar binnen. De romp was echter structureel intact gebleven. Het duurde zes maanden voor alles gerepareerd was en pas op 15 maart 1944 kon de Tirpitz weer een proefvaart maken. Dus toen de geallieerden de arctische konvooien hervatten in de winter van 1943 was de Tirpitz nog steeds buiten strijd, alleen de Scharnhorst was nog operationeel en die ging verloren op 26 december 1943 bij een aanval op konvooi JW-55B tijdens de Zeeslag bij de Noordkaap.

### Aanvallen vanaf vliegkampschepen

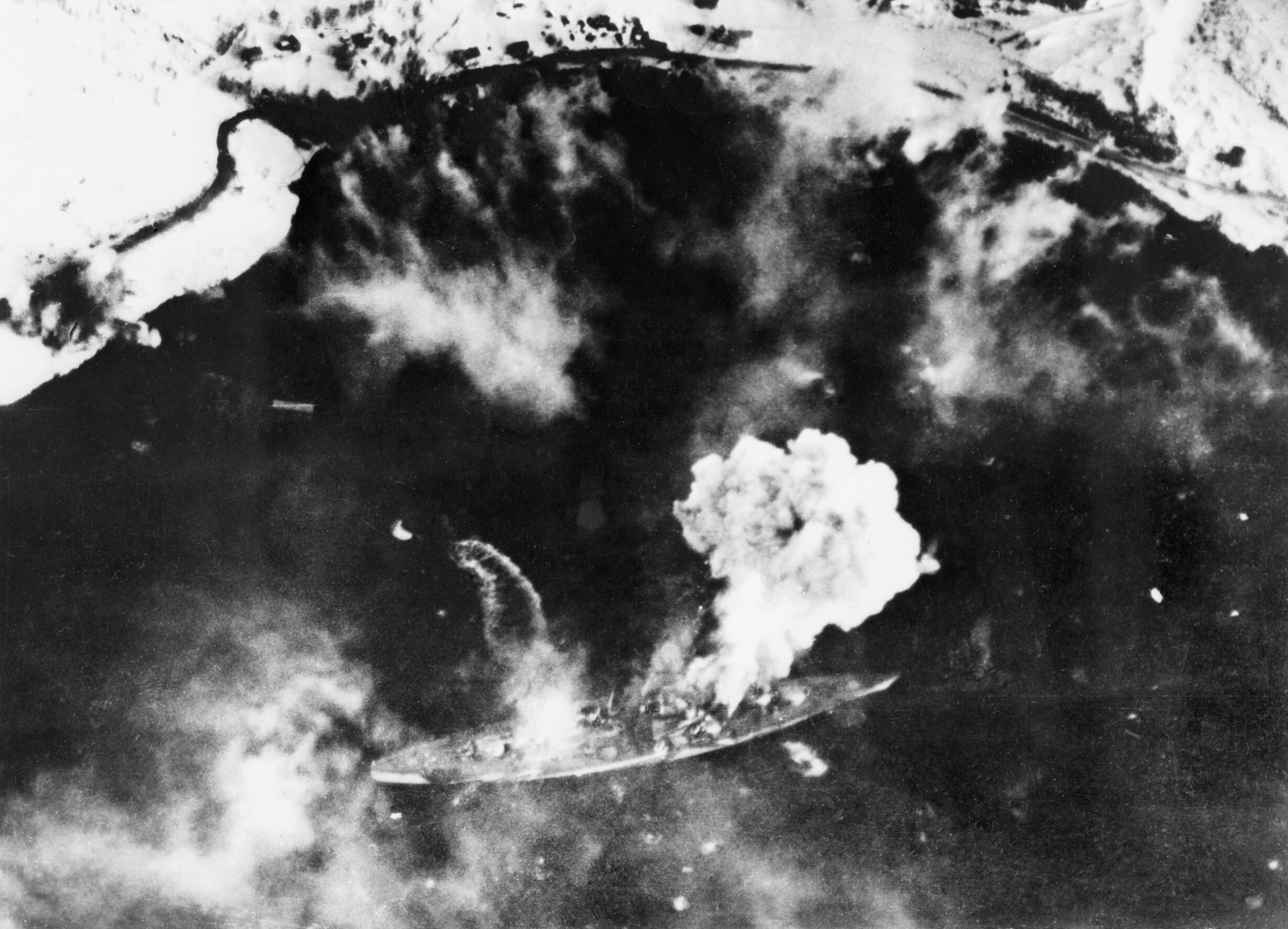
Een treffer tijdens de aanval van 3 april.

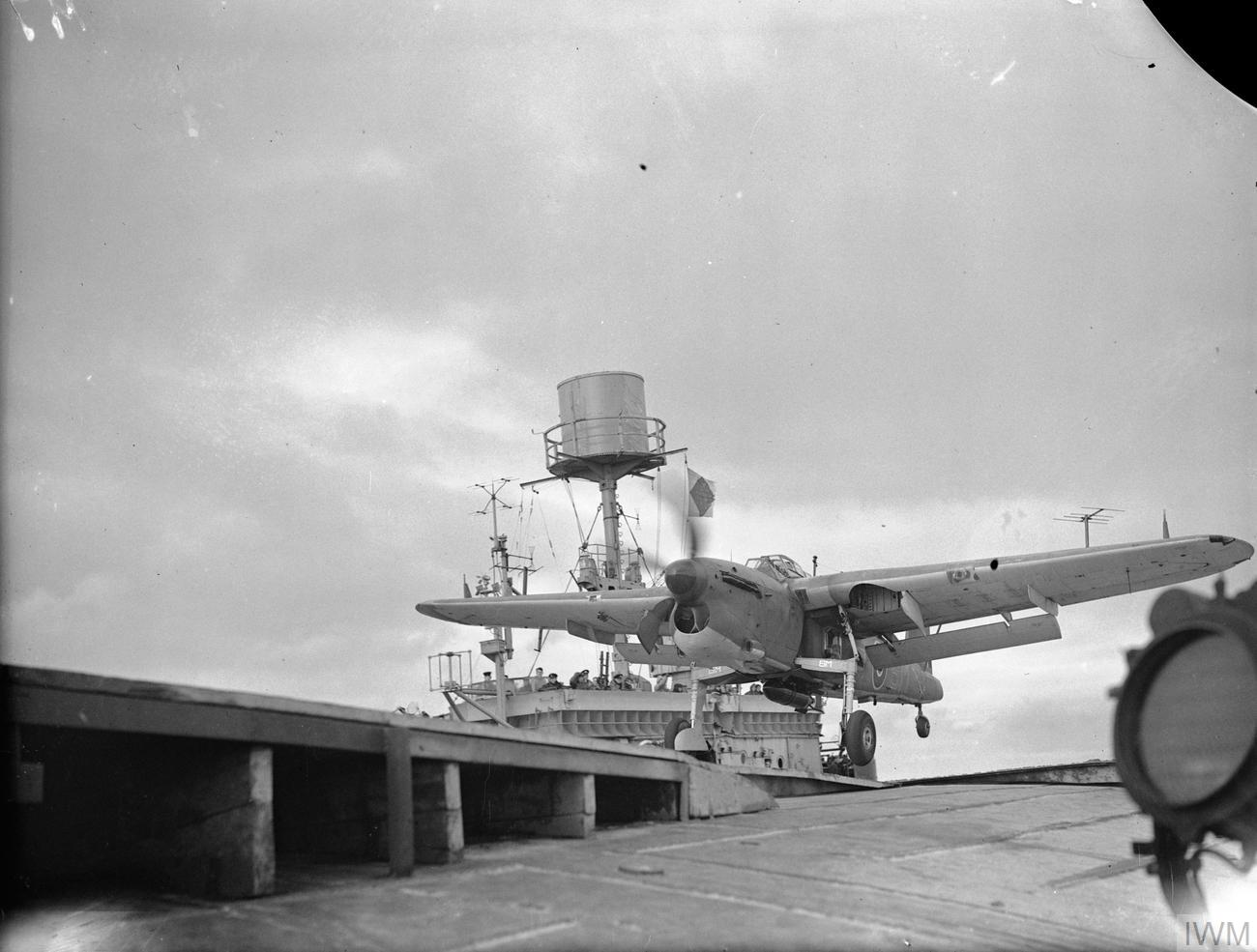
Een barracuda-duikbommenwerper stijgt op van de HMS Furious, met een pantserdoorborende bom van 1600 pond voor een aanval op de Tirpitz

De Britten lanceerden vanaf het voorjaar van 1944 de ene na de andere aanval op de Tirpitz, die voor anker lag in de Altafjord. Vier van deze aanvallen waren in enige mate succesvol, maar de meeste misten echter het doel.

De allereerste aanval met codenaam operatie 'Tungsten' op 3 april 1944 had het meeste succes. Gebruikmakend van de passage van konvooi JW-58 naderde de Britse vloot met drie grote vliegdekschepen en vier kleinere escorte-vliegkampschepen ongemerkt de Noorse kust en kon een verrassingsaanval lanceren. Bij luchtaanvallen activeerden de Duitsers gewoonlijk een rookgordijn in de Altafjord, zodat de Tirpitz niet visueel gebombardeerd kon worden. Ook waren er torpedonetten rondom het slagschip zodat alleen met bommen aangevallen kon worden. De 42 Barracuda-duikbommenwerpers vielen aan in twee golven, met een variëteit aan bommen: zware 1600 pond pantserdoorborende, 500 pond semi-pantserdoorborende, 500 pond Medium Capacity en ook dieptebommen. De escorterende jachtvliegtuigen mitrailleerden eerst de luchtafweer, zowel op de Tirpitz als aan land. Het rookscherm kon niet op tijd geactiveerd worden, de eerste golf boekte dertien treffers. Toen de tweede golf aanviel was het rookscherm effectiever en slechts vijf treffers werden geboekt. Het schip liep ernstige averij op en meer dan honderd bemanningsleden werden tijdens de aanval gedood. Door de geringe hoogte waarop de 1600 pond-bommen afgeworpen werden doorboorden die het pantserdek niet en daardoor liep de Tirpitz inwendig echter weinig schade op. Gedurende de volgende drie maanden werden er nog vier gelijkaardige operaties opgezet, maar die moesten vanwege het slechte weer afgelast worden. Tussen 22 en 29 augustus werden er vier aanvallen gelanceerd vanaf de nieuwe vliegdekschepen Formidable en Indefatigable, het oude vliegdekschip Furious en de escorte vliegdekschepen Nabob en Trumpeter. De eerste twee hadden weinig resultaat, bij de derde aanval kon een zware bom door het pantser heendringen, maar de bom was een blindganger. Bij de eerste en derde aanval weerde de Tirpitz zich met zijn hoofdbatterijen en vuurde 62 resp. 72 zware granaten af die een tijdontsteking hadden. Ook het leggen van een rookscherm bleef heel effectief om luchtaanvallen af te slaan. Uiteindelijk dropen de Britten af nadat de Nabob getorpedeerd werd door een onderzeeër.

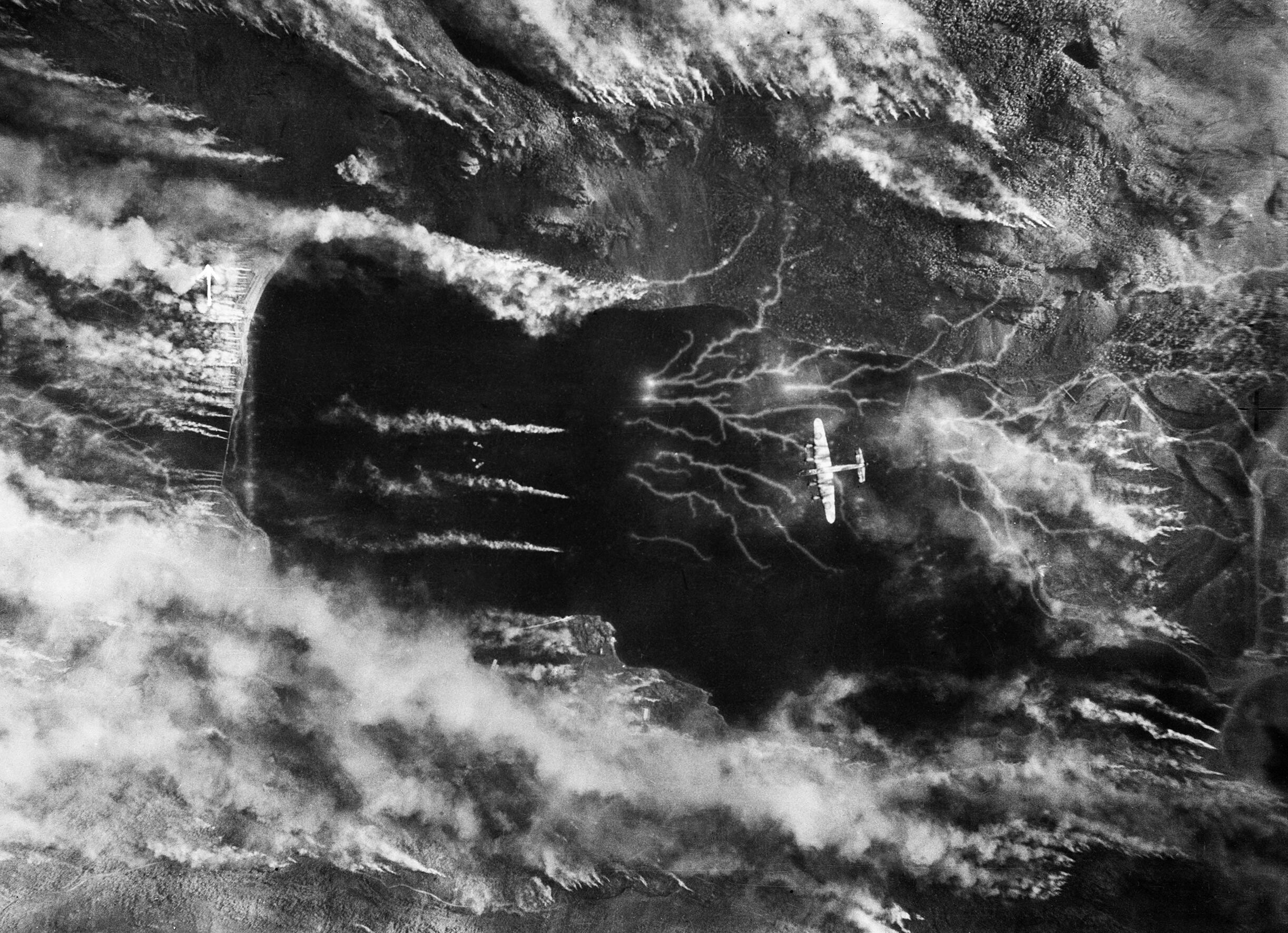
Een Britse Lancaster boven de Kaafjord tijdens operatie Paravane. De foto geeft een goed beeld van hoe de rookgeneratoren de Tirpitz aan het zicht proberen te onttrekken.

### Aanvallen van de RAF
Nadat al de aanvallen met vliegdekschepen gefaald hadden om de Tirpitz te vernietigen, werd de RAF weer ingeschakeld. Het schip lag buiten bereik van de zware bommenwerpers, maar men speelde twee troefkaarten uit: door een 'shuttle'-vlucht naar Rusland uit te voeren kon men het probleem van de ontoereikende actieradius van de Avro Lancaster-bommenwerpers oplossen. De vliegtuigen vlogen eerst naar een vliegveld in Rusland nabij Archangelsk en vandaaruit vielen ze de Tirpitz aan. Ook gebruikten de bommenwerpers speciale, ultrazware 'Tallboy'-bommen. Op 15 september had een aanval van 27 Lancasters van het 9e en 617e squadron in operatie 'Paravane' beperkt succes: Een 'Tallboy'-bom van 5500 kg doorboorde het voordek en ontplofte onder het schip. Door de schokgolven en als gevolg van eerder opgelopen averij was het schip niet meer in staat tot hoge vaart. De Tirpitz kon nog op eigen kracht naar Tromsø varen, waar het schip ingericht werd als drijvende kustbatterij. De Tirpitz ging voor anker boven een zandbedding die moest voorkomen dat het schip zou kapseizen of diep zinken. Op het nabijgelegen vliegveld Bardufoss werden Focke-Wulf 190-jachtvliegtuigen gestationeerd, die vooraan voor de luchtdekking moesten zorgen.

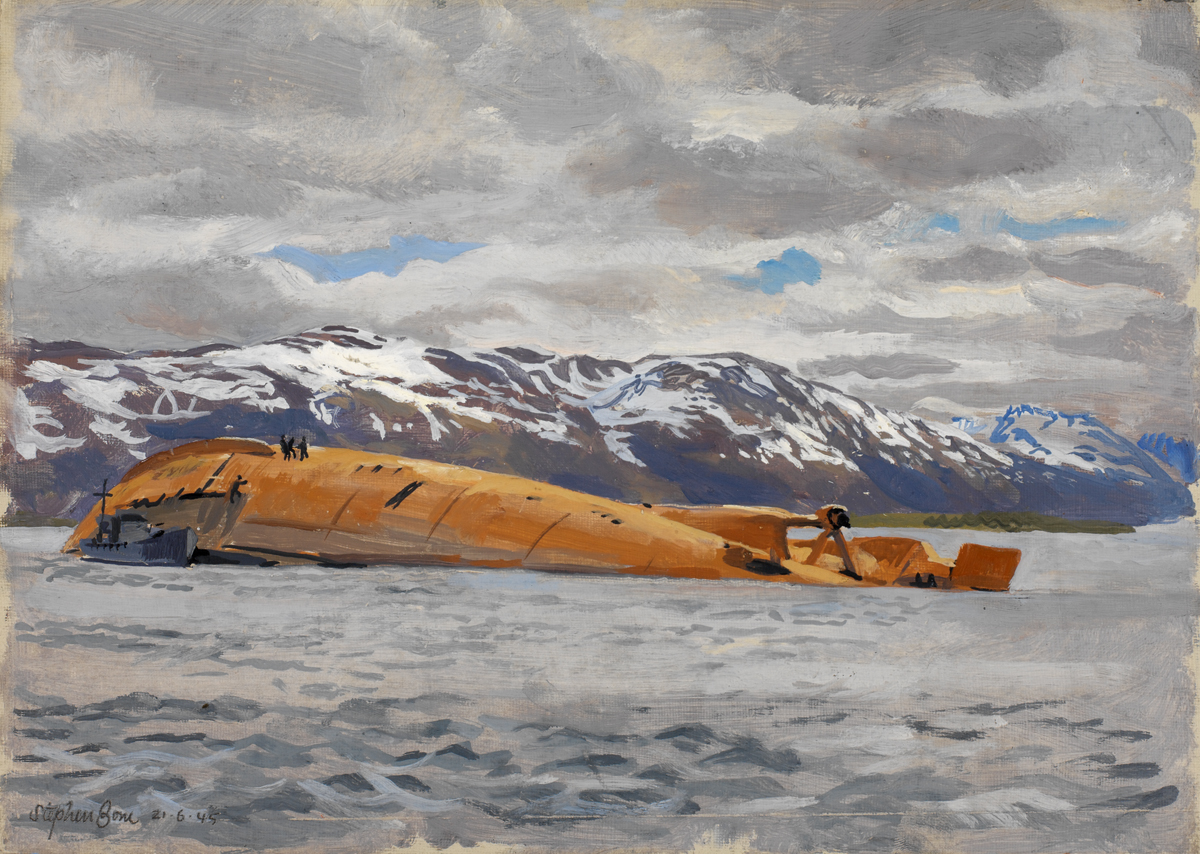
De gekapseisde Tirpitz na de oorlog. Op de romp zijn de gaten zichtbaar waarlangs overlevenden konden ontsnappen na het kapseizen.

De nieuwe ligplaats in Tromsø lag echter wél in het bereik van de RAF en prompt werd het schip op 29 oktober door 32 lancasters aangevallen met 'tallboys' in operatie 'Obviate'. Laaghangende bewolking bemoeilijkte het afwerpen van de bommen, en er werden enkel nabije treffers geboekt. De aangerichte schade was miniem, alleen de stuurboord-schroefas liep schokschade op, maar dat was voldoende om het schip definitief als operationele eenheid uit te schakelen: reparaties konden alleen in een droogdok in Duitsland uitgevoerd worden, en dat zat er niet meer in. Het schip zou nooit meer varen. Zeshonderd man van de machinekamerbemanning van de Tirpitz werd afgemonsterd, aangezien zij niet direct nodig waren voor de verdediging van het schip.
Op 12 november 1944 werd de Tirpitz opnieuw aangevallen in operatie 'Catechism' door 29 Britse Avro Lancaster-bommenwerpers die waren bewapend met 'Tallboy'-bommen. Door slechte communicatie waren er geen Duitse jachtvliegtuigen op tijd bij de Tirpitz geraakt. De rookschermgeneratoren die al zo vaak luchtaanvallen hadden bemoeilijkt, waren nog niet operationeel en de Britse vliegtuigen konden een gemakkelijke aanval uitvoeren. Een eerste treffer midscheeps veroorzaakte grote schade en liet grote delen van het schip onderlopen, een tweede treffer tussen de twee voorste geschutstorens was een blindganger, en het is onduidelijk of er nog een derde treffer was, want doordat nabijtreffers de zandbedding onder de Tirpitz volledig weggeslagen hadden, kapseisde het schip toch. Van de 1058 bemanningsleden die in het gekantelde schip opgesloten raakten, konden er nog 87 worden gered door gaten in de scheepshuid te branden.
Na de oorlog werd het schip tussen 1949 en 1957 ter plaatse gesloopt.